# Macratria sola
Macratria sola es una especie de coleóptero de la familia Anthicidae.

## Distribución geográfica
Habita en Afganistán.